# Leonard Stern
Leonard Bernard Stern (ur. 23 grudnia 1922 w Nowym Jorku, zm. 7 czerwca 2011 w Beverly Hills) – amerykański scenarzysta, producent i reżyser filmowy i telewizyjny.
Pisał scenariusze do programów i seriali telewizyjnych Get Smart, The Honeymooners, The Phil Silvers Show, The Tonight Show i McMillan & Wife, a także do filmu The Jazz Singer. Był także współautorem popularnej gry Mad Libs.